# むかいあぐる
むかい あぐる (AGURU)は、広島県・安芸郡熊野町出身のイラストレーター。雑誌、広告、WEB等でイラスト・キャラクター・漫画・絵本を発表している。

## 来歴
森永練乳いちごヨーグルト待機画面 のキャンペーンイラスト（2004年）、ピチレモン（学習研究社）、エルティーン（近代映画社）、パステルティーン（笠倉出版社）、熱帯魚雑誌「フィッシュマガジン」で漫画連載、ふみコミュニティの動画配信でパーソナリティー、著書に絵本「悪魔の尻～奇魔界図説～」如月出版、自身が脚本、キャラクター、イラストを手がけた、ボイスドラマCD4部作「ラビベリー」Zelfstandigがある。
出身地である広島県熊野町および出身校の呉市が平成30年7月豪雨の被害に遭い、同出身者の漫画原作者「東きゆう」と、被災地の復興応援活動を漫画家やクリエーターに呼びかけ、多数の作家による作品展「西日本豪雨復興応援アート展」を2019年1月より開始され

、西日本豪雨復興応援チャリティーアートブックとして2020年7月に発売された。

## 代表イラスト、キャラクター
- ピチレモン/学習研究社（1998年～2001年）
- パステルティーン/笠倉出版社（1999年～2004年）
- エルティーン/近代映画社（2002年～2004年）
- テトリス広告（2002年秋）
- RANZUKI /ぶんか社 (2003年～2004年)
- エゴシステム/リイド社 (2004年～2005年)
- SHOXXキャラクター/音楽専科社 （2001年～）
- 森永練乳いちごヨーグルトキャンペーンキャラクター（2004年冬）
- フロム・エー ブルー 星座カット/リクルート（2005年9月～2007年春）
- 熱帯魚雑誌「フィッシュマガジン」/緑書房　（2006年冬～2010年）
- 中学生1年の道徳教科書「かけがえのないきみだから」/学習研究社（2006年春～）
- 週刊女性/主婦と生活社（2009～2010年）
- 「Gothic Lolita Punk」/ハーパーコリンズ アメリカ発売アートブック（2009年）
- 「YAMI」「IROKE」「YOUKAI」「DARUMA Magazine VOL.1〜3」/ヴェジタル出版 フランス発売アートブック（2009年〜2011年）
- 「コカコーラ・ファンタ」遊ぶ日キャンペーンイラスト（2013年）
- 「活命茶リラックスブレンド-おじさん篇-」/中北薬品 TVCM、ポスターイラスト（2021年）

他

## 著書
- 絵本「悪魔の尻～奇魔界図説～」 如月出版（2012年12月）
- ボイスドラマCD「RabiBerry(ラビベリー)」全4巻 Zelfstandig（2015年）

声優：入江麻衣子、平林舞子、桜井聖良、他
- 「西日本豪雨復興応援チャリティーアートブック」（イラスト、企画、編集、デザイン） 南々社（2020年7月）

## 漫画
- 「ピチレモン」4コマ漫画/学習研究社（1998年）
- 「Be-Style」漫画連載（交通タイムス）（2001年）
- 「ウインドウズROM」CDROMに漫画収録/毎日コミニケーションズ（2004年）
- 熱帯魚雑誌「フィッシュマガジン」漫画連載/緑書房（2006年冬～2010年）
- 「DARUMA Magazine」VOL.1〜3漫画/ヴェジタル出版（2009年〜2011年）
- 「うさぎと暮らす」レポート漫画/株式会社マガジンランド（2018年、67号、2019年、72号、73号）
- フリーペーパー「View」4コマ漫画連載（2016年～）

他

## その他
- 音楽ユニット「琵琶BOKUBOKU」を結成し音楽配信の他、以前より結成されていた2人組みユニット「イチゴホリック」[16]と共にフランスにて発売の日本のミュージシャン特集号「だるまマガジン」2011年vol2号にて琵琶BOKUBOKUとイチゴホリックが紹介され付録CDにそれぞれ1曲ずつ収録された。[17]
- ｢BSフジ コンテンツファンド」（2001年）
- ｢ふみコミュニティ」ネットラジオ＆ふみコミュTVパーソナリティー。（2005年～2010年）
- ｢DARUMA Magazine VOl.1」（ヴェジタル出版)インタビュー&作詞ボーカル参加ユニットの2曲付録CD収録。（2011年）
- ｢NHK広島放送 ひろしまコイらじ｣2019年1/7 ゲスト出演。
- ｢NHKテレビ、中国地方5県放送ニュース｣インタビュー。 （2019年1/13、1/14）[8]
- ｢NHK広島 昼ニュース」｢NHK広島 お好みワイド」2020年7/3 [18]

他